# دوري كرة القدم المالطي الدرجة الثانية 2018–19
دوري كرة القدم المالطي الدرجة الثانية 2018–19 (بالإنجليزية: 2018–19 Maltese Second Division)‏ هو موسم من دوري كرة القدم المالطي الدرجة الثانية ‏، ثاني أعلى دوري كرة قدم في مالطا، فاز فيه St. George's F.C. ‏.